# Boodog

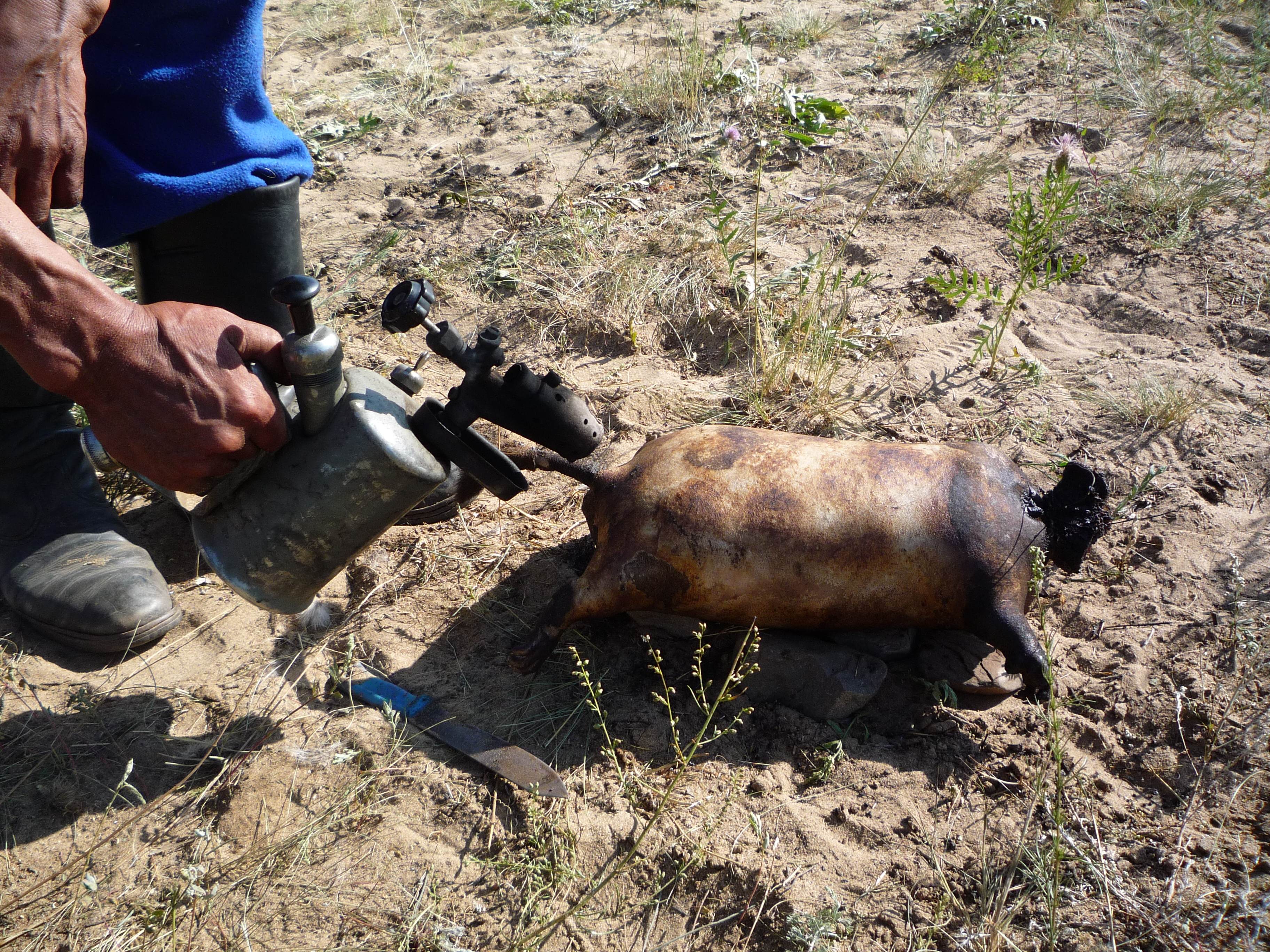
Một món Boodog

Boodog hay bodog (tiếng Mông Cổ: боодог) là một món ăn trứ danh trong ẩm thực Mông Cổ với bề ngoài và cách chế biến có phần ghê rợn. Mặc dù có tên boodog nhưng món ăn không liên quan tới chó ("dog") mà được nấu từ dê hoặc marmot, một loài gặm nhấm sống trên thảo nguyên Mông Cổ. Do không sẵn có nên người ta thay thế nguyên liệu là một con dê, cừu (hoặc những loại gia súc nhỏ) rồi nhét đầy những viên đá nướng bên trong để nhằm làm chín thịt sau khi ruột và xương đã được lấy sạch qua đường cổ họng. Do đó món này còn được gọi là thịt dê nướng Mông Cổ.

## Tổng quan
Boodog là món đặc sản của người Mông Cổ, thường được thưởng thức vào mùa đông. Món này rất béo nên đóng vai trò quan trọng trong khẩu phần ăn của người Mông Cổ, giúp họ chống chọi với mùa đông khắc nghiệt. Lý giải cho cách chế biến rùng rợn của món boodog là vào thời kỳ của Thành Cát Tư Hãn, làm món này không cần quá nhiều dụng cụ, và do cuộc sống của dân du mục là phải di chuyển liên tục trên lưng ngựa. Boodog được xem là món ăn truyền thống của người Mông Cổ. Dù có phần độc dị nhưng nó luôn là niềm tự hào của người dân nơi đây nhờ hương vị thơm ngon nức nở.
Ẩm thực Mông Cổ nổi tiếng với việc sử dụng đá nung nóng để nấu ăn. Với cách chế biến rùng rợn nhất thế giới, món Boodog của người Mông Cổ đem đến một hình ảnh đầy xót xa và thương cảm. Họ làm món này bằng cách rút xương và ruột của con dê, bò hoặc cừu qua đường cổ họng. Sau đó đá nóng cháy sẽ được lấp đầy phần thịt để chúng được chín từ trong ra ngoài. Mặc dù vậy, đây vẫn là một trong những món ăn truyền thống đầy hấp dẫn của người Mông Cổ. Đây được coi là món thịt dê nướng rùng rợn của người Mông Cổ.

## Chế biến

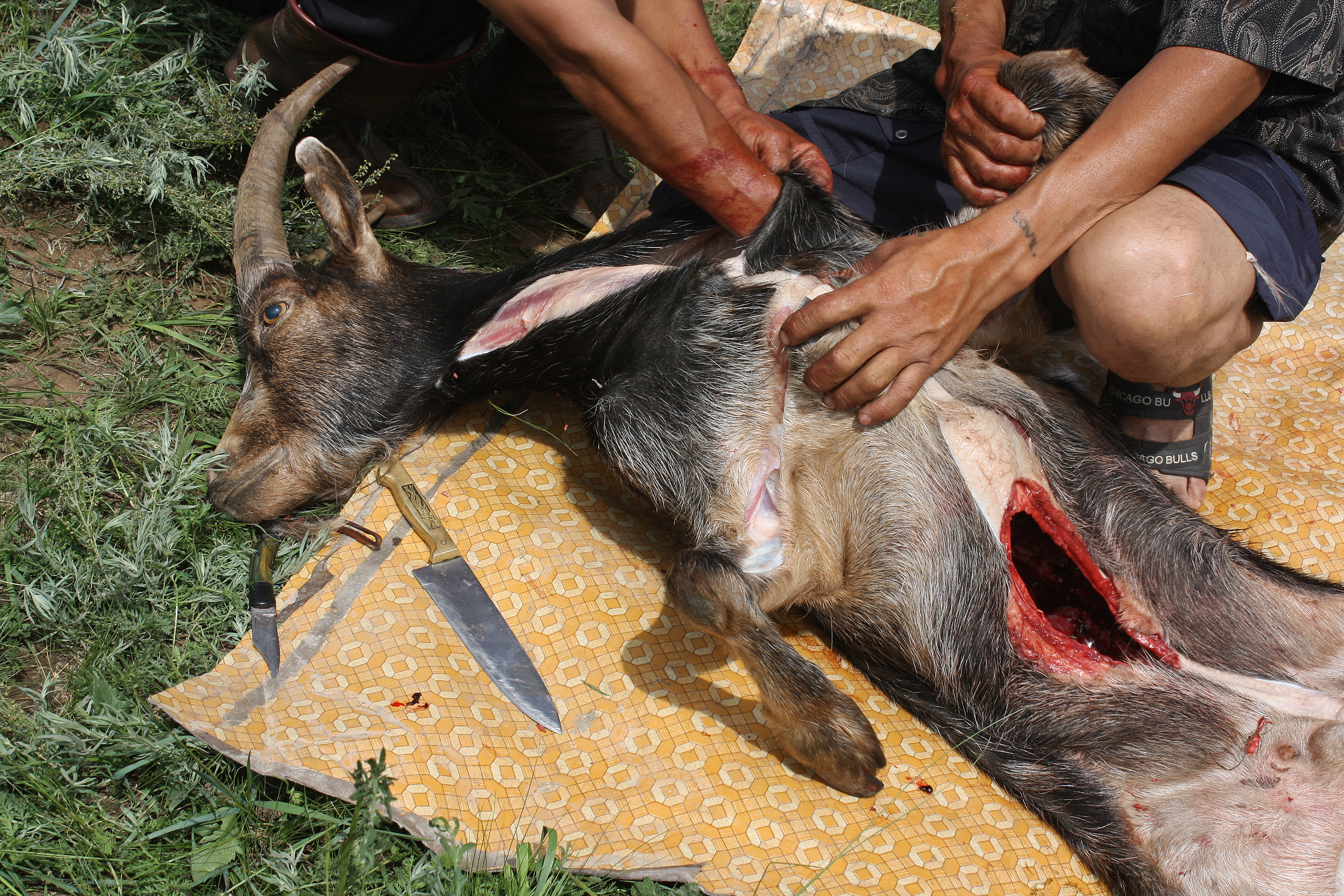
Mổ bụng dê ở thảo nguyên Mông Cổ

Boodog là món ăn được chế biến bằng cách dùng đá, nhưng thịt không được cắt thành từng miếng nhỏ mà giữ nguyên con. Những hòn đá nóng được nhét vào bụng con vật và làm thịt chín từ trong ra ngoài. Nguyên liệu chính của Boodog là những con bò hoặc cừu nuôi được trong trang trại, người ta không làm thịt dê, bò, cừu bằng cách cắt tiết rồi mổ nội tạng, họ tiến hành rút xương và ruột con vật qua đường cổ họng bằng những thao tác thành thục ngay cả khi chúng còn sống. Người Mông Cổ rút xương con dê và lấy lớp da thịt nguyên vẹn để nhồi đá đã nung nóng, nội tạng và hành, khoai tây vào bên trong. Những viên đá nóng sẽ làm thịt chín dần từ trong ra ngoài,
Mất khá nhiều thời gian làm boodog, từ khi giết con dê tới lúc mổ ra ăn có thể tới 5 tiếng. Quá trình nấu tốn hơn 2 tiếng nhưng khâu chuẩn bị cũng quan trọng và tốn công. Bước đầu tiên làm món boodog là đập đầu con dê bằng búa đến chết rồi treo nó lên để cắt mở cổ họng nhưng cẩn thận không làm đứt đầu. Sau đó lột da, thịt của con vật từ vết cắt quanh cổ, rút các khớp xương qua đường cổ họng bằng những thao tác rất khéo léo. Đối với chân, các xương ở phần dưới bị tháo khớp và cắt đứt, các lỗ da tại bốn đầu chân được buộc lại bằng dây kim loại. Nội tạng được lấy hết ra và chỉ giữ lại gan, cật để làm sạch. 

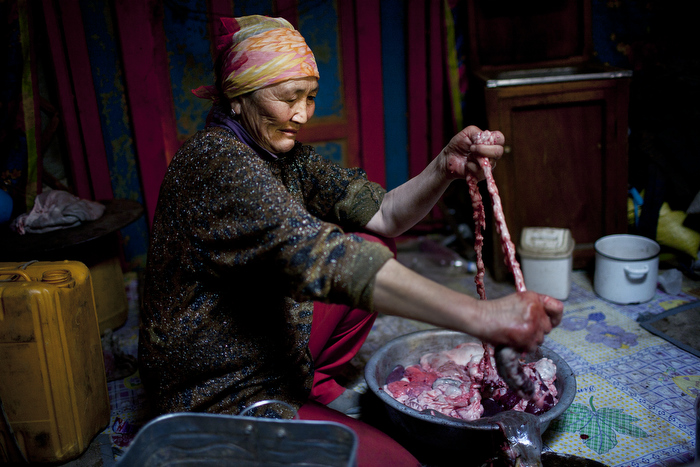
Một phụ nữ Mông Cổ đang moi nội tạng của con dê để sơ chế

Người ta làm việc này mà không cần dùng dao cắt chú bò thành từng thớ thịt nhỏ. Quá trình sơ chế món ăn đòi hỏi những người làm bếp cực kỳ cẩn trọng bởi các bộ phận bên trong như gan, thận cần phải được giữ nguyên hình dạng ban đầu. Tiếp đó, người nội trợ tiến hành hơ nóng muối, hành và những viên đá có hình tròn, nhẵn trong vòng một giờ rồi nhẹ nhàng đưa tất cả vào khoang bụng con vật. Đá phải sạch, bề mặt nhẵn và tròn. Những viên đá nhỏ được cho vào phần chân trước, còn các viên lớn đặt vào khoang bụng. Cuối cùng cổ dê được buộc kín bằng dây kim loại rồi đến lớp da thịt được bọc lại như cũ, cả lớp lông ngoài cùng.
Lớp da thịt của dê sẽ được nhồi thêm muối, ớt bột, tiêu, vài củ hành, khoai tây, gan, cật và đá đã nung nóng trong một tiếng. Khâu kế tiếp người nấu cần đốt lửa lớn để thui hết bộ lông bên ngoài, cạo sạch lớp da. Khâu kín con vật bằng một sợi dây điện đảm bảo vệ sinh và đủ mềm. Nổi lửa để hơ cháy lớp lông bên ngoài và khiến món ăn đồ sộ chín dần nhờ lượng nhiệt kết hợp cả trong lẫn ngoài. Trong khi đó, phần thịt sẽ chín dần từ bên trong. Do đá nung nóng tạo áp suất và hơi nước bên trong làm thịt chín mềm, nên người nấu phải cắt một lỗ nhỏ trên da để tránh nổ.
Trường hợp cơ thể con vật bị trương phồng do tích tụ lượng hơi nước lớn, người ta sẽ dùng vật nhọn để trích vài lỗ nhỏ nhằm giúp chúng thoát ra ngoài dễ dàng, tránh tình trạng nổ tung, người đầu bếp nướng thịt đến khi mặt ngoài món ăn có dấu hiệu sủi mỡ chín đều. Thịt sẽ chín khi lỗ thủng nhỏ đó nổi mỡ béo. Khi mổ ra phần nước được đổ ra bát riêng, vì nước chảy từ chất bép của con vật mà thực khách có thể uống. Ngoại trừ những viên đá thì mọi thứ khác đều ăn được. Khi thịt chính từ trong ra ngoài thì con vật được mổ bụng để mọi người thưởng thức.